# Scarus coelestinus
Espèce
Synonymes
- Pseudoscarus plumbeus Bean, 1912[2]
- Pseudoscarus simplex Poey, 1865[2]
- Scarus coelastinus Valenciennes, 1840[2]
- Scarus rostratus Poey, 1860[2]

Statut de conservation UICN

 DD  : Données insuffisantes
Scarus coelestinus, communément appelé Zawag bleu, est une espèce de poisson-perroquets qui habite les récifs coralliens essentiellement dans les Caraïbes, les Bahamas et sur les côtes de Floride.
Il mesure généralement entre 30 et 60 cm, mais peut atteindre près de 1 m. Son aire de répartition s'étend du Maryland, au nord, jusqu'au Brésil, au sud. Habituellement, on le trouve entre 3 et 80 mètres de profondeur, il nage dans les récifs et sur les bancs de sable où il se nourrit d'algues en les broutant avec ses dents fusionnées en un bec.